# آلتون (یوتا)
آلتون (به انگلیسی: Alton) شهری در ایالت یوتا کشور ایالات متحده آمریکا است که جمعیت آن در سرشماری سال ۲۰۱۰ میلادی، ۱۱۹ نفر بوده‌است.